# WWE United Kingdom Championship Tournament
WWE United Kingdom Championship Tournament est un événement annuel de catch (lutte professionnelle) produit par la World Wrestling Entertainment (WWE), une fédération de catch américaine, qui est diffusé en direct sur le WWE Network. Il se déroule chaque année en Angleterre. La première édition de ce événement a eu lieu  le 14 janvier 2017

## Historique
| # | Événement                                                               | Ville                      | Lieu              | Finale                                                                    |
| - | ----------------------------------------------------------------------- | -------------------------- | ----------------- | ------------------------------------------------------------------------- |
| 1 | WWE United Kingdom Championship Tournament (2017) 14 et 15 janvier 2017 | Blackpool (Lancashire)     | Empress Ballroom  | Tyler Bate contre Pete Dunne pour le WWE United Kingdom Championship      |
| 2 | WWE United Kingdom Championship Tournament (2018) 18 et 19 juin 2018    | South Kensington (Londres) | Royal Albert Hall | Pete Dunne (c) contre Zack Gibson pour le WWE United Kingdom Championship |